# قهرمانی وزنه‌برداری جهان ۱۸۹۱
قهرمانی وزنه‌برداری جهان ۱۸۹۱ نخستین دوره از رقابت‌های قهرمانی جهان می‌باشد که ۲۸ مارس ۱۸۹۱ در لندن، بریتانیا برگزار گردید. در این دوره ۷ ورزشکار مرد از ۶ کشور رقابت کردند.

## خلاصه مدال‌ها
| رویداد   | طلا                  | نقره             | برنز            |
| وزن آزاد | Edward Lawrence Levy | Giacomo Zafarana | Arthur François |

## جدول مدال‌ها
| رتبه           | کشور           | طلا | نقره | برنز | مجموع |
| -------------- | -------------- | --- | ---- | ---- | ----- |
| ۱              | بریتانیای کبیر | ۱   | ۰    | ۰    | ۱     |
| ۲              | ایتالیا        | ۰   | ۱    | ۰    | ۱     |
| ۳              | اتریش          | ۰   | ۰    | ۱    | ۱     |
| مجموع (۳ کشور) | مجموع (۳ کشور) | ۱   | ۱    | ۱    | ۳     |